# L'erotomane
Pour plus de détails, voir Fiche technique et Distribution.
L'erotomane est une comédie érotique italienne réalisée par Marco Vicario et sortie en 1974.

## Synopsis
L'avocat Rodolfo Persichetti est un cadre dans une grande compagnie pétrolière. L'homme souffre d'une névrose érotomane qui l'empêche d'avoir des relations sexuelles satisfaisantes tant avec sa femme Ciccia qu'avec sa jeune maîtresse désinhibée Claretta. Pour tenter de se rétablir, il s'en remet aux soins d'un étrange psychiatre, mais sans grand succès.

## Fiche technique
- Titre original italien : L'erotomane[2]
- Réalisateur : Marco Vicario
- Scénario : Marco Vicario
- Photographie : Giuseppe Rotunno
- Montage : Nino Baragli
- Musique : Riz Ortolani
- Production : Alfredo Melidoni
- Sociétés de production : Atlantica Produzioni Cinematografiche
- Pays de production :  Italie
- Langue originale : italien
- Format : Couleur
- Durée : 92 minutes
- Genre : Comédie érotique italienne
- Dates de sortie :
  - Italie : 30 octobre 1974

## Distribution
- Gastone Moschin : Rodolfo Persichetti
- Isabella Biagini : Dr Bonetti
- Janet Ågren : Ciccia, l'épouse
- Neda Arnerić : Marietta
- Jacques Herlin : le chirurgien
- Vittorio Caprioli : le ministre
- Jacques Dufilho : Pr Pazzoni
- Maria Antonietta Beluzzi : Gertrude
- Silvia Dionisio : Claretta

## Interprétation du titre
Le mot érotomane n’est pas employé dans son sens littéral, mais selon une confusion courante avec une obsession du sexe et de l’amour : « Parfois confondue avec une obsession du sexe ou de l'amour, l'érotomanie est une maladie psychiatrique provoquant la conviction délirante d'être aimé ».